# Jan Antoš
Jan Antoš (1. ledna 1860 Praha – 6. června 1899 Praha) byl český úředník a spisovatel. Působil jako pokladník Ústřední matice školské. Psal povídky a novely, uveřejňované převážně v časopisech.

## Život
Narodil se 1. ledna 1860 jako syn Jana Antoše (1836-1913), domovníka pražského Sokola, a jeho manželky Terezie roz. Kunstové (1837-1919).
Studoval pražskou reálku a obchodní akademii. Potom pracoval v zastavárně První občanské záložny a od roku 1885 jako úředník Ústřední matice školské, určitou dobu též ve funkci pokladníka.
Roku 1893 se v Hulíně oženil s Františkou roz. Pečníkovou (1873-??).
V posledních dvou letech života trpěl chorobou mozku. Prudké bolesti hlavy a nespavost ho přivedly k tomu, že se 24. února 1899 v Královské oboře pokusil o sebevraždu zastřelením. Se střelnou ranou na hlavě byl zachráněn strážníkem a odvezen do všeobecné nemocnice. 27. února byl odtud na vlastní žádost propuštěn. Odebral se pak na venkov, kde chtěl najít úlevu na čistém vzduchu v přírodě. Nemoc ale postupovala a Antoš, který začal být nebezpečný sobě i svému okolí, byl převezen do pražského ústavu choromyslných. Tam 6. června 1899 zemřel.
Byl vzpomínán jako tichý, svědomitý pracovník, který si svou činností pro Ústřední matici školskou získal všeobecnou úctu a vážnost. Po jeho sebevražedném pokusu se ale začaly objevovat fámy, že se při vedení pokladny dopouštěl defraudací. K jejich šíření přispěl také velkoobchodník obuví Adolf Diamant, který 15. května 1899 v pražské restauraci přede svědky prohlásil: „Zde se vybírají příspěvky na Matici a zatím úřadnictvo Matice…“ (naznačil rukou krádež, a pokračoval:) „Pokladník Matice také … a na to se střelil.“ Za tento výrok na něj vedení ÚMŠ společně s Antošovým otcem a vdovou podali žalobu. U soudu obchodník přiznal, že pro svůj výrok neměl žádný důkaz a pronesl jej z nerozvážnosti. V rámci dojednaného smíru se omluvil a zaplatil 175 zlatých Matici a 35 zlatých na úhradu soudních výdajů. (Že byla pokladna vedena řádně, zjistilo vedení Matice už v únoru, když po Antošově sebevražedném pokusu provedli kontrolu a nenašli žádné nedostatky.)

## Dílo
První literární díla, novely Král Lear a Na ohradě, uveřejnil v České včele v roce 1878. V následujících letech pak napsal řadu dalších próz, například pro Národní listy a časopisy Šotek, Lumír, Květy nebo Zlatá Praha. Knižně vydal:
- Skizzy a studie novelistické (1884)
- Drobné novely (1889)
- Všední příběhy (1896)

Na motivy jedné z povídek ve Všedních příbězích napsal jednoaktovku Paní Borecká. Jeho poslední novelu, Boj o smír, vydal roku 1898 Světozor.
Byl literárním samoukem, neškoleným, ryze citovým spisovatelem. Současníci na jeho pracích oceňovali originální nápaditost, hraničící někdy až s bizarní invencí, a schopnost vyvolat u čtenářů vzrušující napětí nebo dojetí. Jejich hodnotu ale snižuje nedostatek literárního vzdělání a vliv, který na ně měly autorovy existenční problémy.